# Фридрих Франц I (Мекленбург)
Фридрих Франц I фон Мекленбур-Шверин (на немски: Friedrich Franz I von Mecklenburg-Schwerin; * 10 декември 1756, Шверин; † 1 февруари 1837, Лудвигслуст) е херцог (1785 – 1815) и велик херцог на Мекленбург-Шверин (14 юни 1815 – 1837).

## Произход и наследство
Той е син на наследствения принц Лудвиг фон Мекленбург (1725 – 1778) и принцеса Шарлота София фон Саксония-Кобург-Заалфелд (1731 – 1810), дъщеря на херцог Франц Йосиас фон Саксония-Кобург-Заалфелд и принцеса Анна София фон Шварцбург-Рудолщат.
Наследен е от внукът му Паул Фридрих.

## Фамилия
Фридрих Франц I се жени на 31 май (1 юни) 1775 г. в Гота за принцеса Луиза фон Саксония-Гота-Алтенбург (* 9 март 1756; † 1 януари 1808), дъщеря на принц Йохан Август фон Саксония-Гота-Алтенбург и графиня Луиза Ройс-Шлайц. Те имат децата:
- дъщеря (*/† 1776)
- син (*/† 1777)
- Фридрих Лудвиг (1778 – 1819), наследствен велик херцог на Мекленбург-Шверин, женен I. на 23 октомври 1799 г. за велика княгиня Елена Павловна (1784 – 1803), II. на 1 юли 1810 г. за принцеса Каролина Луиза фон Саксония-Ваймар-Айзенах (1786 – 1816), III. на 3 април 1818 г. за принцеса Августа фон Хесен-Хомбург (1776 – 1871)
- Луиза Шарлота (1779 – 1801), омъжена на 21 октомври 1797 г. за херцог Август фон Саксония-Гота-Алтенбург (1772 – 1822)
- Густав Вилхелм (1781 – 1851), пруски майор
- Карл Август Христиан (1782 – 1833), руски генерал
- Шарлота Фридерика (1784 – 1840), омъжена на 21 юни 1806 г. (развод 1810) за Кристиан VIII Фридрих (1786 – 1848), крал на Дания, родители на крал Фридрих VII Карл Христиан (1808 – 1863)
- Адолф (1785 – 1821), генерал

Той има и 15 извънбрачни деца.

## Галерия
- Луиза фон Саксония-Гота-Алтенбург
- Статуя на Фридрих Франц I пред дворец Лудвигслуст